# Serie A2 2001-2002 (pallamano maschile)
La Serie A2 2001-2002 è stata la 32ª edizione del torneo di secondo livello del campionato italiano di pallamano maschile.

Esso venne organizzato dalla Federazione Italiana Giuoco Handball.

La competizione è iniziata il 29 settembre 2001 e si è conclusa il 13 aprile 2002.

## Formula
- Fase regolare: furono disputati due gironi, composti una da 14 e una da 13 squadre, con la formula del girone unico all'italiana con partite di andata e ritorno.
- Promozioni: la squadra classificata al primo posto di ciascun girone al termine della stagione regolare fu promossa in serie A1 nella stagione successiva.
- Retrocessioni: le squadre classificate dal 21º al 14º posto al termine della stagione furono retrocesse in serie B nella stagione successiva.

## Girone A

### Squadre partecipanti
| Club                | Città                | Palasport                | Sponsor            | Stagione 2000-2001                     |
| ------------------- | -------------------- | ------------------------ | ------------------ | -------------------------------------- |
| Cassano Magnago     | Cassano Magnago (VA) | Pala Tacca               |                    | 1ª in Serie B - Girone A               |
| Cellini Padova      | Padova               | PalaFabris               |                    | 10ª in Serie A2 - Girone A             |
| Rovereto            | Rovereto (TN)        | Pala Marchetti           | Caritro            | 11ª in Serie A2 - Girone A (Ripescato) |
| Malo                | Malo (VI)            | Palasport di Malo        |                    | 8ª in Serie A2 - Girone A              |
| Terni               | Terni                | PalaDiVittorio           | Circolo Lavoratori | 12ª in Serie A2 - Girone A (Ripescato) |
| Castenaso           | Castenaso (BO)       | Palasport di Castenaso   |                    | 6ª in Serie A2 - Girone A              |
| Ambra               | Poggio a Caiano (PO) | Pala Consiag             |                    | 9ª in Serie A2 - Girone A              |
| Cologne             | Cologne (BS)         | Palasport di Cologne     |                    | 7ª in Serie A2 - Girone A              |
| Pallamano Formigine | Formigine (MO)       | Palasport di Formigine   |                    | 1ª in Serie B - Girone C               |
| Mezzocorona         | Mezzocorona (TN)     | Palasport di Mezzocorona |                    | 3ª in Serie A2 - Girone A              |
| Prato (Squadra B)   | Prato                | Pala Consiag             | Al.Pi.             | 1ª in Serie B - Girone D               |
| Romagna             | Imola e Mordano (BO) | Palestra Cavina          | Euronovo           | 12ª in Serie A1                        |
| Bozen               | Bolzano              | Palestra Gasteiner       |                    | 5ª in Serie A2 - Girone A              |
| Taufers             | Campo Tures (BZ)     | Sporthalle Industriezone | Neff               | 4ª in Serie A2 - Girone A              |

### Risultati
| 29-9-2001 | 1ª/14ª giornata         | 12-1-2002 |
| --------- | ----------------------- | --------- |
| 26-19     | Padova - Mezzocorona    | 24-26     |
| 22-23     | Formigine - Bolzano     | 27-21     |
| 28-24     | Ambra - Malo            | 32-28     |
| 26-17     | Terni - Cassano Magnago | 26-25     |
| 23-28     | Rovereto - Cologne      | 22-35     |
| 22-23     | Taufers - Romagna       | 25-34     |
| 24-28     | Prato - Castenaso       | 17-31     |

| 20-10-2001 | 4ª/17ª giornata        | 2-2-2002 |
| ---------- | ---------------------- | -------- |
| 23-26      | Cologne - Ambra        | 24-33    |
| 26-15      | Formigine - Prato      | 22-16    |
| 28-29      | Cassano Magnago - Malo | 28-35    |
| 32-25      | Castenaso - Taufers    | 19-23    |
| 20-27      | Mezzocorona - Romagna  | 14-28    |
| 28-27      | Bolzano - Rovereto     | 24-28    |
| 23-22      | Terni - Padova         | 22-33    |

| 10-11-2001 | 7ª/20ª giornata            | 23-2-2002 |
| ---------- | -------------------------- | --------- |
| 24-18      | Taufers - Formigine        | 27-30     |
| 25-25      | Padova - Prato             | 27-27     |
| 27-18      | Romagna - Cologne          | 28-22     |
| 25-24      | Mezzocorona - Castenaso    | 25-25     |
| 25-30      | Malo - Terni               | 30-31     |
| 24-20      | Ambra - Bolzano            | 26-28     |
| 28-24      | Rovereto - Cassano Magnago | 27-32     |

| 1-12-2001 | 10ª/23ª giornata          | 16-3-2002 |
| --------- | ------------------------- | --------- |
| 24-19     | Padova - Malo             | 39-27     |
| 26-23     | Formigine - Castenaso     | 26-23     |
| 29-26     | Bolzano - Mezzocorona     | 26-27     |
| 22-21     | Terni - Romagna           | 22-28     |
| 25-31     | Cassano Magnago - Cologne | 34-31     |
| 20-30     | Prato - Taufers           | 33-36     |
| 19-24     | Rovereto - Ambra          | 24-28     |

| 22-12-2001 | 13ª/26ª giornata          | 13-4-2002 |
| ---------- | ------------------------- | --------- |
| 30-28      | Romagna - Padova          | 25-29     |
| 22-21      | Cologne - Prato           | 33-23     |
| 26-29      | Taufers - Ambra           | 34-24     |
| 27-28      | Malo - Rovereto           | 28-31     |
| 26-29      | Cassano Magnago - Bolzano | 30-34     |
| 26-22      | Mezzocorona - Formigine   | 27-30     |
| 23-20      | Castenaso - Terni         | 29-29     |

| 6-10-2001 | 2ª/15ª giornata          | 19-1-2002 |
| --------- | ------------------------ | --------- |
| 27-21     | Cologne - Formigine      | 24-22     |
| 17-25     | Cassano Magnago - Padova | 27-27     |
| 28-30     | Malo - Taufers           | 28-32     |
| 33-21     | Romagna - Rovereto       | 25-20     |
| 26-28     | Bolzano - Terni          | 22-29     |
| 27-19     | Castenaso - Ambra        | 29-30     |
| 23-24     | Mezzocorona - Prato      | 26-25     |

| 27-10-2001 | 5ª/18ª giornata         | 9-2-2002 |
| ---------- | ----------------------- | -------- |
| 36-29      | Romagna - Castenaso     | 21-18    |
| 25-24      | Taufers - Cologne       | 26-32    |
| 30-25      | Ambra - Formigine       | 24-24    |
| 24-26      | Malo - Mezzocorona      | 31-29    |
| 30-22      | Padova - Bolzano        | 28-25    |
| 23-24      | Prato - Cassano Magnago | 25-30    |
| 24-25      | Rovereto - Terni        | 17-24    |

| 17-11-2001 | 8ª/21ª giornata           | 2-3-2002 |
| ---------- | ------------------------- | -------- |
| 26-18      | Terni - Ambra             | 25-24    |
| 21-21      | Cologne - Mezzocorona     | 25-26    |
| 28-29      | Cassano Magnago - Taufers | 29-32    |
| 20-21      | Bolzano - Romagna         | 18-19    |
| 28-25      | Castenaso - Malo          | 24-27    |
| 26-22      | Formigine - Padova        | 20-28    |
| 27-28      | Prato - Rovereto          | 19-22    |

| 8-12-2001 | 11ª/24ª giornata            | 23-3-2002 |
| --------- | --------------------------- | --------- |
| 30-25     | Cologne - Bolzano           | 29-31     |
| 34-22     | Romagna - Prato             | 28-36     |
| 29-25     | Ambra - Padova              | 25-25     |
| 25-28     | Malo - Formigine            | 37-34     |
| 27-27     | Taufers - Rovereto          | 26-23     |
| 30-25     | Castenaso - Cassano Magnago | 26-28     |
| 28-22     | Mezzocorona - Terni         | 29-26     |

| 13-10-2001 | 3ª/16ª giornata         | 26-1-2002 |
| ---------- | ----------------------- | --------- |
| 27-22      | Ambra - Cassano Magnago | 25-23     |
| 34-31      | Padova - Cologne        | 26-38     |
| 32-34      | Malo - Romagna          | 23-30     |
| 27-23      | Taufers - Mezzocorona   | 28-34     |
| 30-22      | Terni - Formigine       | 23-32     |
| 28-27      | Prato - Bolzano         | 19-24     |
| 30-27      | Rovereto - Castenaso    | 20-30     |

| 3-11-2001 | 6ª/19ª giornata           | 16-2-2002 |
| --------- | ------------------------- | --------- |
| 25-24     | Mezzocorona - Ambra       | 23-27     |
| 28-21     | Terni - Prato             | 32-28     |
| 29-23     | Formigine - Rovereto      | 33-22     |
| 19-23     | Castenaso - Padova        | 23-24     |
| 24-36     | Cassano Magnago - Romagna | 20-27     |
| 27-24     | Cologne - Malo            | 25-24     |
| 30-28     | Bolzano - Taufers         | 26-30     |

| 24-11-2001 | 9ª/22ª giornata               | 9-3-2002 |
| ---------- | ----------------------------- | -------- |
| 30-22      | Padova - Rovereto             | 24-24    |
| 23-28      | Taufers - Terni               | 32-35    |
| 30-26      | Malo - Bolzano                | 31-39    |
| 30-21      | Castenaso - Cologne           | 25-30    |
| 23-20      | Ambra - Prato                 | 27-20    |
| 27-24      | Mezzocorona - Cassano Magnago | 22-30    |
| 30-18      | Romagna - Formigine           | 27-29    |

| 15-12-2001 | 12ª/25ª giornata            | 6-4-2002 |
| ---------- | --------------------------- | -------- |
| 29-26      | Terni - Cologne             | 22-36    |
| 32-27      | Padova - Taufers            | 25-23    |
| 22-29      | Ambra - Romagna             | 28-25    |
| 23-20      | Formigine - Cassano Magnago | 31-32    |
| 27-25      | Bolzano - Castenaso         | 24-30    |
| 27-24      | Prato - Malo                | 28-31    |
| 24-20      | Rovereto - Mezzocorona      | 31-26    |

### Classifica
|  | Pos. | Squadra             | Pt | G  | V  | N | S  | GF  | GS  | D    | Note                            |
|  | ---- | ------------------- | -- | -- | -- | - | -- | --- | --- | ---- | ------------------------------- |
|  | 1.   | Romagna             | 66 | 26 | 22 | 0 | 4  | 734 | 594 | +140 | Promosso in Serie A1 2002-2003  |
|  | 2.   | Terni               | 58 | 26 | 19 | 1 | 6  | 686 | 658 | +28  |                                 |
|  | 3.   | Ambra               | 53 | 26 | 17 | 2 | 7  | 676 | 643 | +33  |                                 |
|  | 4.   | Cellini Padova      | 50 | 26 | 15 | 5 | 6  | 705 | 641 | +64  |                                 |
|  | 5.   | Pallamano Formigine | 46 | 26 | 15 | 1 | 10 | 669 | 646 | +23  |                                 |
|  | 6.   | Cologne             | 43 | 26 | 14 | 1 | 11 | 713 | 673 | +40  |                                 |
|  | 7.   | Taufers             | 37 | 26 | 12 | 1 | 13 | 714 | 717 | -3   |                                 |
|  | 8.   | Mezzocorona         | 35 | 26 | 11 | 2 | 13 | 640 | 677 | -37  |                                 |
|  | 9.   | Bozen               | 33 | 26 | 11 | 0 | 15 | 674 | 698 | -24  |                                 |
|  | 10.  | Castenaso           | 32 | 26 | 10 | 2 | 14 | 677 | 650 | +27  |                                 |
|  | 11.  | Rovereto            | 32 | 26 | 10 | 2 | 14 | 638 | 700 | -62  |                                 |
|  | 12.  | Cassano Magnago     | 22 | 26 | 7  | 1 | 18 | 672 | 731 | -59  | Retrocesso in Serie B 2002-2003 |
|  | 13.  | Malo                | 18 | 26 | 6  | 0 | 20 | 713 | 769 | -56  | Retrocesso in Serie B 2002-2003 |
|  | 14.  | Prato (B)           | 11 | 26 | 3  | 2 | 21 | 605 | 719 | -114 | Retrocesso in Serie B 2002-2003 |

## Girone B

### Squadre partecipanti
| Club            | Città             | Palasport                   | Sponsor        | Stagione 2000-2001                     |
| --------------- | ----------------- | --------------------------- | -------------- | -------------------------------------- |
| ACLI Avellino   | Avellino          | Palasport Giacomo Del Mauro |                | 8ª in Serie A2 - Girone B              |
| Ragusa          | Ragusa            | PalaPadua                   |                | 1ª in Serie B - Girone G               |
| Chieti          | Chieti            | PalaTricalle                |                | 3ª in Serie A2 - Girone B              |
| CUS Palermo     | Palermo           | Pala Cus                    |                | 7ª in Serie A2 - Girone B              |
| Benevento 99    | Benevento         | Pala Sannio                 |                | 1ª in Serie B - Play off               |
| Fondi           | Fondi (LT)        | Palasport di Fondi          | Semat          | 2ª in Serie B - Girone D (Ripescato)   |
| Marsala         | Marsala (TP)      | Pala Bellina                | Vini           | 11ª in Serie A2 - Girone B (Ripescato) |
| Jchnusa Sassari | Sassari           | Pala Santoru                |                | 6ª in Serie A2 - Girone B              |
| Haenna          | Enna              | Palasport di Enna           | L'Altecoen     | 13ª in Serie A1                        |
| Noci            | Noci (BA)         | Pala Intini                 |                | 5ª in Serie A2 - Girone B              |
| Rosolini        | Rosolini (SR)     | Palasport di Rosolini       |                | 2ª in Serie A2 - Girone B              |
| Puntese         | San Giovanni (CT) | Palasport di San Giovanni   | Ecocert Italia | 9ª in Serie A2 - Girone B              |
| Gaeta           | Gaeta (LT)        | Arena Miramare              | Serfina Italia | 4ª in Serie A2 - Girone B              |

### Risultati
| 29-9-2001 | 1ª/14ª giornata         | 12-1-2002 |
| --------- | ----------------------- | --------- |
| 30-24     | Chieti - Noci           | 27-24     |
| 21-27     | Fondi - Gaeta           | 23-30     |
| 23-18     | Rosolini - Haenna       | 26-30     |
| 36-23     | Ragusa - Benevento 1999 | 28-34     |
| 21-21     | Palermo - Sassari       | 27-29     |
| 18-18     | Avellino - Marsala      | 19-25     |
|           | Riposa: Puntese         |           |

| 20-10-2001 | 4ª/17ª giornata          | 2-2-2002 |
| ---------- | ------------------------ | -------- |
| 29-28      | Noci - Ragusa            | 32-32    |
| 36-25      | Rosolini - Fondi         | 31-36    |
| 35-25      | Sassari - Benevento 1999 | 23-27    |
| 24-19      | Gaeta - Avellino         | 27-28    |
| 28-22      | Puntese - Marsala        | 24-31    |
| 27-25      | Haenna - Chieti          | 21-28    |
|            | Riposa: Palermo          |          |

| 10-11-2001 | 7ª/20ª giornata          | 23-2-2002 |
| ---------- | ------------------------ | --------- |
| 22-17      | Avellino - Rosolini      | 24-39     |
| 25-23      | Chieti - Sassari         | 22-30     |
| 26-24      | Marsala - Noci           | 18-30     |
| 22-23      | Puntese - Gaeta          | 22-31     |
| 21-33      | Ragusa - Henna           | 22-35     |
| 28-27      | Benevento 1999 - Palermo | 24-26     |
|            | Riposa: Fondi            |           |

| 1-12-2001 | 10ª/23ª giornata       | 16-3-2002 |
| --------- | ---------------------- | --------- |
| 22-28     | Fondi - Avellino       | 31-27     |
| 28-27     | Sassari - Noci         | 28-34     |
| 26-26     | Haenna - Puntese       | 30-27     |
| 23-26     | Rosolini - Gaeta       | 18-34     |
| 35-18     | Palermo - Marsala      | 23-32     |
| 45-33     | Chieti - Ragusa        | 24-20     |
|           | Riposa: Benevento 1999 |           |

| 22-12-2001 | 13ª/26ª giornata        | 13-4-2002 |
| ---------- | ----------------------- | --------- |
| 28-20      | Noci - Fondi            | 28-34     |
| 44-28      | Avellino - Ragusa       | 25-23     |
| 23-28      | Benevento 1999 - Chieti | 26-33     |
| 29-32      | Sassari - Haenna        | 23-36     |
| 33-27      | Puntese - Rosolini      | 27-34     |
| 35-20      | Gaeta - Palermo         | 24-28     |
|            | Riposa: Marsala         |           |

| 6-10-2001 | 2ª/15ª giornata           | 19-1-2002 |
| --------- | ------------------------- | --------- |
| 29-25     | Noci - Rosolini           | 27-31     |
| 28-22     | Benevento 1999 - Avellino | 27-29     |
| 24-31     | Marsala - Chieti          | 23-30     |
| 28-26     | Haenna - Palermo          | 24-29     |
| 34-22     | Gaeta - Ragusa            | 31-18     |
| 25-25     | Puntese - Fondi           | 23-26     |
|           | Riposa: Sassari           |           |

| 27-10-2001 | 5ª/18ª giornata          | 9-2-2002 |
| ---------- | ------------------------ | -------- |
| 26-30      | Marsala - Gaeta          | 19-28    |
| 33-30      | Avellino - Noci          | 27-28    |
| 25-24      | Fondi - Sassari          | 29-34    |
| 30-25      | Chieti - Palermo         | 17-22    |
| 20-29      | Ragusa - Rosolini        | 29-39    |
| 27-25      | Benevento 1999 - Puntese | 20-20    |
|            | Riposa: Haenna           |          |

| 17-11-2001 | 8ª/21ª giornata        | 2-3-2002 |
| ---------- | ---------------------- | -------- |
| 29-22      | Palermo - Ragusa       | 34-31    |
| 33-20      | Gaeta - Benevento 1999 | 26-24    |
| 35-19      | Haenna - Marsala       | 23-22    |
| 30-24      | Sassari - Avellino     | 31-34    |
| 21-33      | Fondi - Chieti         | 28-34    |
| 24-19      | Noci - Puntese         | 30-32    |
|            | Riposa: Rosolini       |          |

| 8-12-2001 | 11ª/24ª giornata          | 23-3-2002 |
| --------- | ------------------------- | --------- |
| 27-26     | Noci - Haenna             | 28-37     |
| 27-18     | Marsala - Fondi           | 28-29     |
| 29-26     | Benevento 1999 - Rosolini | 27-25     |
| 21-23     | Avellino - Chieti         | 24-30     |
| 33-26     | Gaeta - Sassari           | 33-31     |
| 24-21     | Puntese - Palermo         | 24-30     |
|           | Riposa: Ragusa            |           |

| 13-10-2001 | 3ª/16ª giornata          | 26-1-2002 |
| ---------- | ------------------------ | --------- |
| 25-23      | Fondi - Haenna           | 23-35     |
| 24-28      | Ragusa - Sassari         | 23-34     |
| 20-23      | Chieti - Gaeta           | 19-26     |
| 37-23      | Benevento 1999 - Marsala | 26-31     |
| 20-21      | Avellino - Puntese       | 23-26     |
| 28-26      | Palermo - Rosolini       | 29-31     |
|            | Riposa: Noci             |           |

| 3-11-2001 | 6ª/19ª giornata       | 16-2-2002 |
| --------- | --------------------- | --------- |
| 33-19     | Puntese - Ragusa      | 32-29     |
| 5-0       | Palermo - Fondi       | 21-22     |
| 30-31     | Rosolini - Chieti     | 23-29     |
| 34-27     | Sassari - Marsala     | 32-29     |
| 27-25     | Noci - Benevento 1999 | 28-25     |
| 26-29     | Haenna - Avellino     | 26-26     |
|           | Riposa: Gaeta         |           |

| 24-11-2001 | 9ª/22ª giornata         | 9-3-2002 |
| ---------- | ----------------------- | -------- |
| 19-27      | Marsala - Rosolini      | 22-25    |
| 24-21      | Ragusa - Fondi          | 29-34    |
| 36-28      | Gaeta - Noci            | 26-27    |
| 27-27      | Benevento 1999 - Haenna | 25-29    |
| 22-25      | Avellino - Palermo      | 16-36    |
| 25-22      | Puntese - Sassari       | 24-28    |
|            | Riposa: Chieti          |          |

| 15-12-2001 | 12ª/25ª giornata       | 6-4-2002 |
| ---------- | ---------------------- | -------- |
| 30-27      | Haenna - Gaeta         | 24-27    |
| 28-28      | Fondi - Benevento 1999 | 24-30    |
| 23-28      | Ragusa - Marsala       | 26-32    |
| 28-27      | Rosolini - Sassari     | 22-36    |
| 24-21      | Palermo - Noci         | 23-32    |
| 29-19      | Chieti - Puntese       | 31-27    |
|            | Riposa: Avellino       |          |

### Classifica
|  | Pos. | Squadra         | Pt | G  | V  | N | S  | GF  | GS  | D    | Note                            |
|  | ---- | --------------- | -- | -- | -- | - | -- | --- | --- | ---- | ------------------------------- |
|  | 1.   | Gaeta           | 60 | 24 | 20 | 0 | 4  | 694 | 558 | +136 | Promosso in Serie A1 2002-2003  |
|  | 2.   | Chieti          | 57 | 24 | 19 | 0 | 5  | 674 | 587 | +87  |                                 |
|  | 3.   | Haenna          | 45 | 24 | 14 | 3 | 7  | 681 | 610 | +71  |                                 |
|  | 4.   | CUS Palermo     | 40 | 24 | 13 | 1 | 10 | 614 | 581 | +33  |                                 |
|  | 5.   | Noci            | 37 | 24 | 12 | 1 | 11 | 666 | 660 | +6   |                                 |
|  | 6.   | Jchnusa Sassari | 34 | 24 | 11 | 1 | 12 | 683 | 662 | +21  |                                 |
|  | 7.   | Rosolini        | 33 | 24 | 11 | 0 | 13 | 661 | 657 | +4   |                                 |
|  | 8.   | Benevento 99    | 30 | 24 | 9  | 3 | 12 | 635 | 659 | -24  |                                 |
|  | 9.   | Puntese         | 30 | 24 | 9  | 3 | 12 | 608 | 628 | -20  |                                 |
|  | 10.  | ACLI Avellino   | 29 | 24 | 9  | 2 | 13 | 604 | 641 | -37  |                                 |
|  | 11.  | Fondi           | 29 | 24 | 9  | 2 | 13 | 590 | 658 | -68  |                                 |
|  | 12.  | Marsala         | 28 | 24 | 9  | 1 | 14 | 595 | 652 | -57  | Retrocesso in Serie B 2002-2003 |
|  | 13.  | Ragusa          | 7  | 24 | 2  | 1 | 21 | 610 | 762 | -142 | Retrocesso in Serie B 2002-2003 |